# آرثر جيبسون (لاعب كريكت)
آرثر جيبسون (15 يونيو 1863 - 11 مارس 1932) (بالإنجليزية: Arthur Gibson)‏ هو لاعب كريكت بريطاني (وحمل سابقاً جنسية المملكة المتحدة لبريطانيا العظمى وأيرلندا).

## وصلات خارجية
- آرثر جيبسون (لاعب كريكت) على موقع إي آس بي آن كريك إنفو (الإنجليزية)